# Београдска безбедносна конференција
Београдска безбедносна конференција је конференција о спољној политици и безбедности. Организатор конференције је Београдски центар за безбедносну политику, независни истраживачки центар који се бави истраживањима у области безбедносне и спољне политике. Конференција окупља дипломате, представнике међународних организација, представнике организација цивилног друштва, новинаре, активисте, представнике академске заједнице. БСЦ је наставак Београдског безбедносног форума, конференције коју је Београдски центар за безбедносну политику организовао заједно са партнерима 11 година заредом (2011-2021).

## Прва Београдска безбедносна конференција
Прва безбедносна конференција под називом „Ауторитаризам као узрок рата и дужност да се одупремо“ одржана је 27. и 28. октобра 2022. године у Београду. Неке од тема о којима се дискутовало су рат у Украјини, будућност ЕУ, борба за демократију, сајбер безбедност, енергетска зависност, борба против организованог криминала и дезинформација.
Конференција је имала 16 панела. Присуствовало им је више од 500 учесника и 88 говорника из 29 земаља. Осим овогодишњих лауреата Нобелове награде за мир који су се публици обратили путем видео линка, учесници конференције били су и Јована Маровић, потпредседница Владе Црне Горе за спољну политику, европске интеграције и регионалну сарадњу и министарка европских послова, Бесник Бислими, заменик премијера Косова, Одета Барбулуши, саветница премијера Албаније, посланици Европског парламента Каталин Чех и Клемен Грошељ, Нилс Муижниекс, регионални директор за Европу Amnesty International, Никола Димитров, бивши министар спољних послова Северне Македоније, амбасадор САД у Београду Кристофер Хил.

## Друга Београдска безбедносна конференција
Друга београдска безбедносна конференција је била планирана за 11–13. октобра 2023. године у хотелу Hyatt Regency у Београду.